# هضبات، الباب
هضبات (به عربی: هضبات) یک روستا در سوریه است که در ناحیه الراعی واقع شده‌است. هضبات ۳۸۷ نفر جمعیت دارد.